# Canada op de Olympische Winterspelen 1980
Tijdens de Olympische Winterspelen van 1980, die in Lake Placid (Verenigde Staten) werden gehouden, nam Canada voor de dertiende keer deel.

## Medailleoverzicht
| Sport       | Olympiër        | Discipline   | Medaille |
| ----------- | --------------- | ------------ | -------- |
| Schaatsen   | Gaétan Boucher  | 1000 m (m)   | Zilver   |
| Alpineskiën | Steve Podborski | afdaling (m) | Brons    |

## Deelnemers en resultaten

### Alpineskiën
| Olympiër        | Discipline       | Resultaat | Prestatie                       |
| --------------- | ---------------- | --------- | ------------------------------- |
| Steve Podborski | afdaling (m)     | Brons     | 1.46,62 (+1,12)                 |
| David Murray    | afdaling (m)     | 10e       | 1.47,95 (+2,45)                 |
| Dave Irwin      | afdaling (m)     | 11e       | 1.48,12 (+2,62)                 |
| Ken Read        | afdaling (m)     | dnf       | opgave                          |
|                 |                  |           |                                 |
| Laurie Graham   | afdaling (v)     | 11e       | 1.40,74 (+3,22)                 |
| Loni Klettl     | afdaling (v)     | 13e       | 1.40,95 (+3,43)                 |
| Kathy Kreiner   | afdaling (v)     | 5e        | 1.39,53 (+2,01)                 |
| Kathy Kreiner   | reuzenslalom (v) | 9e        | 2.45,75 (+4,09) 1.17,19+1.28,56 |
| Kathy Kreiner   | slalom (v)       | 15e       | 1.34,78 (+9,69) 48,06+46,72     |

### Bobsleeën
| Olympiër                                                | Discipline              | Resultaat | Prestatie                                               |
| ------------------------------------------------------- | ----------------------- | --------- | ------------------------------------------------------- |
| Joey Kilburn Robert Wilson                              | 2-mansbob (m) Canada I  | 13e       | 4.16,21 (+6,85) (1.04,07 / 1.04,27 / 1.03,96 / 1.03,91) |
| Brian Vachon Serge Cantin                               | 2-mansbob (m) Canada II | 20e       | 4.18,76 (+9,40) (1.04,66 / 1.04,67 / 1.04,38 / 1.05,05) |
| Martin Glynn Alan MacLachlan Serge Cantin Robert Wilson | 4-mansbob (m) Canada I  | dns-3     | niet gestart run 3 (1.01,76 / 1.02,25 / niet gestart )  |

### Kunstrijden
| Olympiër                       | Discipline | Resultaat | Prestatie               |
| ------------------------------ | ---------- | --------- | ----------------------- |
| Brian Pockar                   | mannen     | 12e       | pc. 107,0; 163,3 punten |
| Heather Kemkaran               | vrouwen    | 15e       | pc. 128,0; 164,6 punten |
| Barbara Underhill Paul Martini | paarrijden | 9e        | pc. 78,0; 129,4 punten  |
| Lorna Wighton John Dowding     | ijsdansen  | 6e        | pc. 54,0; 193,8 punten  |

### Langlaufen
| Olympiër                                                    | Discipline           | Resultaat | Prestatie                                                         |
| ----------------------------------------------------------- | -------------------- | --------- | ----------------------------------------------------------------- |
| Sharon Firth                                                | 5 km (v)             | 35e       | 16.54,66 (+1.47,74)                                               |
| Shirley Firth                                               | 5 km (v)             | 28e       | 16.23,40 (+1.16,48)                                               |
| Shirley Firth                                               | 10 km (v)            | 24e       | 32.56,87 (+2.25,33)                                               |
| Joan Groothuysen                                            | 5 km (v)             | 27e       | 16.23,25 (+1.16,33)                                               |
| Joan Groothuysen                                            | 10 km (v)            | 34e       | 33.31,99 (+3.00,45)                                               |
| Esther Miller                                               | 10 km (v)            | 33e       | 33.29,03 (+2.57,49)                                               |
| Angela Schmidt                                              | 5 km (v)             | 29e       | 16.28,87 (+1.21,95)                                               |
| Angela Schmidt                                              | 10 km (v)            | 23e       | 32.56,13 (+2.24,59)                                               |
| Angela Schmidt Shirley Firth Esther Miller Joan Groothuysen | 4x5 km estafette (v) | 8e        | 1:07.45,75 (+5.34,65) (17.10,74 / 16.51,37 / 17.07,96 / 16.35,68) |

### Rodelen
| Olympiër        | Discipline | Resultaat | Prestatie                                             |
| --------------- | ---------- | --------- | ----------------------------------------------------- |
| Bruce Smith     | mannen     | 11e       | 3.01,074 (+6,278) (45,442 / 45,305 / 45,479 / 44,848) |
| Mark Jensen     | mannen     | 17e       | 3.02,810 (+8,014) (45,150 / 46,218 / 45,363 / 46,079) |
| Carole Keyes    | vrouwen    | 18e       | 2.43,899 (+7,362) (40,616 / 40,658 / 41,567 / 41,058) |
| Danielle Nadeau | vrouwen    | 22e       | 2.44,621 (+8,084) (40,782 / 40,968 / 41,770 / 41,101) |

### Schaatsen
| Olympiër         | Discipline | Resultaat | Prestatie        |
| ---------------- | ---------- | --------- | ---------------- |
| Gaétan Boucher   | 500 m (m)  | 8e        | 38,90 (+0,87)    |
| Gaétan Boucher   | 1000 m (m) | Zilver    | 1.16,68 (+1,50)  |
| Gaétan Boucher   | 1500 m (m) | 15e       | 2.00,15 (+4,71)  |
| Jacques Thibault | 500 m (m)  | 26e       | 40,11 (+2,08)    |
| Jacques Thibault | 1000 m (m) | 20e       | 1.19,79 (+4,61)  |
| Jacques Thibault | 1500 m (m) | 27e       | 2.06,79 (+11,35) |
| Craig Webster    | 1000 m (m) | 27e       | 1.21,47 (+6,29)  |
| Craig Webster    | 1500 m (m) | 23e       | 2.02,41 (+6,97)  |
| Craig Webster    | 5000 m (m) | 20e       | 7.28,94 (+26,65) |
|                  |            |           |                  |
| Sylvia Burka     | 500 m (v)  | 9e        | 43,43 (+1,65)    |
| Sylvia Burka     | 1000 m (v) | 7e        | 1.27,50 (+3,40)  |
| Sylvia Burka     | 1500 m (v) | 10e       | 2.14,65 (+3,70)  |
| Sylvia Burka     | 3000 m (v) | 12e       | 4.44,22 (+12,09) |
| Sylvie Daigle    | 500 m (v)  | 19e       | 44,16 (+2,38)    |
| Pat Durnin       | 3000 m (v) | 23e       | 4.58,42 (+26,29) |
| Kathy Vogt       | 500 m (v)  | 18e       | 44,15 (+2,37)    |
| Kathy Vogt       | 1000 m (v) | 24e       | 1.30,33 (+6,23)  |
| Kathy Vogt       | 1500 m (v) | 16e       | 2.16,09 (+5,14)  |
| Brenda Webster   | 1000 m (v) | 19e       | 1.29,84 (+5,74)  |
| Brenda Webster   | 1500 m (v) | 11e       | 2.14,73 (+3,78)  |
| Brenda Webster   | 3000 m (v) | 11e       | 4.43,67 (+11,54) |

### Schansspringen
| Olympiër      | Discipline         | Resultaat | Prestatie                                            |
| ------------- | ------------------ | --------- | ---------------------------------------------------- |
| Horst Bulau   | normale schans (m) | 41e       | 180,1 punten 79,4 p. (64,5 m) + 100,7 p. (75,0 m)    |
| Horst Bulau   | grote schans (m)   | 29e       | 205,1 punten 106,9 p. (100,5 m) + 98,2 p. (95,0 m)   |
| Steve Collins | normale schans (m) | 28e       | 207,7 punten 111,8 p. (81,0 m) + 95,9 p. (72,0 m)    |
| Steve Collins | grote schans (m)   | 9e        | 238,4 punten 126,7 p. (112,5 m) + 111,7 p. (102,5 m) |
| Tauno Käyhkö  | normale schans (m) | 30e       | 205,4 punten 108,8 p. (78,5 m) + 96,6 p. (71,5 m)    |
| Tauno Käyhkö  | grote schans (m)   | 26e       | 208,6 punten 104,4 p. (98,0 m) + 104,2 p. (97,5 m)   |

### IJshockey
| Olympiër | Discipline | Resultaat | Prestatie |
| --- | ---------- | --------- | --- |
| Bob Dupuis Paul Pageau Warren Anderson Brad Pirie Randy Gregg Tim Watters Joe Grant Donald Spring Terry O'Malley Ronald Davidson Glenn Anderson Kevin Maxwell James Nill John Devaney Paul MacLean Dan D'Alvise Ken Berry Dave Hindmarch Kevin Primeau Stelio Zupancich | mannen     | 6e        | Voorronde groep A: 10- 1 Canada - Nederland 5- 1 Canada - Polen 3- 4 Canada - Finland 6- 0 Canada - Japan 4- 6 Canada - Sovjet-Unie 5e plaats: 1- 6 Canada - Tsjecho-Slowakije |

Andorra · Argentinië · Australië · België · Bolivia · Bondsrepubliek Duitsland · Bulgarije · Canada · China · Costa Rica · Cyprus · Duitse Democratische Republiek · Finland · Frankrijk · Griekenland · Groot-Brittannië · Hongarije · IJsland · Italië · Japan · Joegoslavië · Libanon · Liechtenstein · Mongolië · Nederland · Nieuw-Zeeland · Noorwegen · Oostenrijk · Polen · Roemenië · Sovjet-Unie · Spanje · Tsjecho-Slowakije · Verenigde Staten · Zuid-Korea · Zweden · Zwitserland